# Харківський комп'ютерно-технологічний коледж Національного технічного університету «Харківський політехнічний інститут»
Харківський комп'ютерно-технологічний коледж Національного технічного університету «Харківський політехнічний інститут» (ХКТК НТУ ХПІ) — державний вищий навчальний заклад І-II рівня акредитації — структурний підрозділ Національного технічного університету «Харківський політехнічний інститут», що розташований у Харкові.
Навчальний процес забезпечують майже 60 викладачів, які виховують і навчають понад 600 студентів.
Коледж має бібліотеку з загальним фондом 50 000 примірників літератури та читальну залу. Харківський комп'ютерно-технологічний коледж НТУ «ХПІ» перший впровадив дуальну систему освіти.

## Історія
Створений у 1947 постановою Ради Міністрів СРСР № 3280 як Харківський гірничий технікум.
У зв'язку зі зміною профілю у 1957 перейменований у Харківський верстатоінструментальний технікум і підпорядковано Міністерству верстатобудівної й інструментальної промисловості СРСР. Під цією назвою впродовж багатьох
років готував кадри для виробництва та обслуговування верстатів і гідравлічних систем.

Логотип вишу як верстато-інструментального технікуму

У 1997 увійшов до складу Національного технічного університету «Харківський політехнічний інститут».
2007 року технікум було включено до переліку професійно-технічних та вищих навчальних закладів I—II рівнів акредитації для оснащення кабінетів інформатики та інформаційно-комунікаційних технологій навчальними комп'ютерними комплексами у межах державного бюджету на 2007 рік.
Приєднання технікуму до НТУ «ХПІ» та розширення спектра освітньо-професійних програм завдяки ліцензуванню освітніх ІТ-спеціальностей стало підставою для зміни статусу та присвоєння у квітні 2011 третьої назви — Харківський комп'ютерно-технологічний коледж.
Для відновлення і розвитку інфраструктури коледжу були залучені приватні інвестиції.
За фінансової підтримки ІТ-компаній (Sigma Ukraine, NIX Solutions, GameLoft) і Харківського авіазаводу та ПАТ «Хартрон» за вісім місяців 2012:
- відремонтовано та оснащено сучасною комп'ютерною технікою три аудиторії, призначені для проведення лабораторних занять,
- одна з майстерень устаткована сучасним обладнанням,
- на всій території коледжу забезпечено бездротовий доступ до Інтернету.

Завдяки благодійній акції «Майкрософт Україна» усі наявні у коледжу комп'ютери укомплектовані ліцензійним програмним пакетом Office365.

## Структура, спеціальності
Структурними підрозділами коледжу є:
- денне і заочне відділення,
- циклові комісії,
- господарська частина,
- навчальна частина,
- методичний кабінет,
- бібліотека,
- навчальні майстерні.

Станом на травень 2013 коледж готує молодших спеціалістів за шістьма освітніми спеціальностями:
- обслуговування програмних систем і комплексів;
- розробка програмного забезпечення;
- виробництво верстатів із програмним управлінням і роботів;
- обслуговування верстатів із програмним управлінням і РТК;
- виробництво гідравлічних і пневматичних засобів автоматизації;
- обслуговування та ремонт електропобутової техніки.

## Ключові особи
- Рубін Едуард Юхимович — директор коледжу з 2011 по 2015 роки, голова наглядової ради компанії «Телесенс ІТ», кандидат технічних наук, доцент
- Дідух Ірина Іванівна — директор коледжу з 2016 року